# Campeonato Maranhense de Futebol de 1952
O Campeonato Maranhense de Futebol de 1952 foi a 31º edição da divisão principal do campeonato estadual do Maranhão. O campeão foi o Vitória do Mar que conquistou seu 1º título na história da competição. O artilheiro do campeonato foi Mozart, jogador do Maranhão, com 9 gols marcados.

## Premiação
| Campeonato Maranhense de 1952      |
| São Luís                           |
| ---------------------------------- |
| Vitória do Mar Campeão (1º título) |